# Mycetia acuminata
Mycetia acuminata là một loài thực vật có hoa trong họ Thiến thảo. Loài này được (Wight) Kuntze mô tả khoa học đầu tiên năm 1891.